# Chun Doo-hwan
Chun Doo-hwan (n. 6 martie 1931 – d. 23 noiembrie 2021) a fost al 5-lea președinte sud-coreean. Președinția sa a durat din 1980 până în 1988.
A fost condamnat la moarte pentru represiunea violentă a revoltei din Gwangju din 1980, dar a fost grațiat în 1997 de președintele Kim Young-sam (la sfatul Președintelui ales Kim Dae-jung, pe care Chun îl condamnase la moarte cu mulți ani înainte).

## Drumul spre putere
Chun, care a absolvit Academia militară sud-coreană, a condus investigația în legătură cu asasinarea Președintelui Park Chung-hee în 1979. Pe 12 decembrie al aceluiași an, vrând să-l aresteze pe Șeful Statului major al armatei sud-coreene, generalul Jeong Seung-hwa, acesta din urmă a opus rezistență armată, ceea ce a rezultat în moartea sa. Cu ajutorul unor generali (în special din frăția „Hanahoe”, pe care o conducea Chun), Chun a preluat controlul armatei ziua următoare.
Pe 17 mai 1980, Chun a declarat legea marțială, ceea ce a însemnat și dizolvarea parlamentului. Populația a protestat, cea mai cunoscută revoltă fiind cea din orașul Gwanju, unde 207 persoane au fost omorâte când revolta a fost înăbușită de armată. Președintele Choi Kyu-hah și-a dat demisia în august 1980, iar Chun a fost ales succesorul lui de către „Conferința Națională pentru Unificare”, colegiul electoral marionetă din Coreea de Sud a vremii respective.
În 1981, după ce constituția a fost schimbată, Chun a fost ales Președinte din partea „Partidului Justiției Democratice”. Înainte de a-și da demisia din armată, Chun s-a avansat în grad de general cu patru stele.

## Președinția
Ca președinte, Chun a condus un guvern centralizat la maxim, iar expansiunea economică care începuse în timpul guvernului lui Park, a continuat.
Spre sfârșitul celor șapte ani la putere, Chun l-a numit pe fostul său coleg, generalul Roh, candidat la alegerile președințiale din 1987, pe care acesta din urmă le-a câștigat.
Cu ocazia unei vizite la Rangoon, Birmania, în 1983, Chun a fost victima unui atentat cu bombe la care au murit 21 de persoane. Coreea de Nord a fost suspectată a fi organizat atentatul.

## Anii de după președinție
În 1996, Chun și Roh au fost arestați, fiind acuzați de corupție. În 16 decembrie au fost acuzați și de trădare și revoltă în legătură cu suprimarea sângeroasă a revoltei populare din Gwangju din 1980. Chun a fost mai întâi condamnat la moarte, dar sentința a fost comutată la închisoare pe viață. Atât el cât și Roh au fost grațiați anul următor.